# Amplitude (jogo eletrônico de 2016)
Amplitude é um jogo eletrônico musical de 2016 desenvolvido e publicado pela Harmonix. Como a reinicialização de Amplitude (2003), o jogo foi lançado em 2016 para PlayStation 4 em Janeiro de 2016 e para PlayStation 3 em Abril.

## Jogabilidade
O novo jogo manteria o mesmo estilo de jogo do título original, mas contaria com novas músicas, gráficos modernos e integração dos recursos de hardware modernos dos consoles PlayStation e do controle DualShock.
Além dos recursos do original, o jogo inclui o modo de jogo em equipe, permitindo jogabilidade cooperativa-competitiva. Este modo, sugerido por Pete Maguire da Harmonix e adicionado no final do período de desenvolvimento, permite que duas equipes, 2 contra 2 ou 3 contra 1, joguem uma música sem falhar, levando em conta os níveis de dificuldade do jogador entre todos os jogadores. O jogo também inclui um modo FreQuency, onde o layout da pista quase plana pode ser alterado para a abordagem do túnel que foi usada no FreQuency original.. A Harmonix desenvolveu um novo mecanismo de jogo, Forge, que também foi usado para o desenvolvimento de Rock Band 4, para a reinicialização.

## Desenvolvimento
A Harmonix lançou uma campanha Kickstarter para arrecadar US$ 775.000 para financiar um sucessor de Amplitude, que seria lançado digital e fisicamente para PlayStation 3 e PlayStation 4 em maio de 2014. A campanha atingiu sua meta em 22 de maio, 24 horas após o prazo final do período de financiamento. O Kickstarter foi concluído com mais de $ 844.000 em fundos de mais de 14.000 usuários. Os principais financiadores incluíram Insomniac Games' CEO Ted Price.
Ryan Lesser, da Harmonix, afirmou que a escolha de usar o Kickstarter foi baseada em saber que a demanda era alta para uma sequência de Amplitude e optou por usar o mecanismo de financiamento coletivo para ver se era um veículo viável para projetos futuros da empresa. A empresa disse mais tarde que também tentou obter financiamento para esta reinicialização por outros meios antes de usar o Kickstarter, e observou que os fundos que buscam eram menos da metade do valor necessário, tendo planejado fornecer a outra metade com financiamento interno se  a resposta foi boa. A Harmonix observou que o jogo seria exclusivo para as plataformas PlayStation, já que os conceitos e a marca Amplitude permanecem propriedade da Sony..
Originalmente, o jogo foi planejado para ser lançado com música fornecida por músicos internos da Harmonix com a possibilidade de música licenciada ao atingir vários objetivos estendidos.  Durante o período do Kickstarter, eles conseguiram ofertas de grupos como Freezepop e Kasson Crooker, que já forneceram músicas para o Amplitude original, bem como outros grupos populares de videogames, incluindo Anamanaguchi, Danny Baranowsky, e Jim Guthrie. Esperava-se que um total de 30 músicas fossem enviadas com o título no lançamento.
Embora originalmente programado para ser lançado em março de 2015, a Harmonix disse que, devido à sua inexperiência em trabalhar na plataforma PlayStation 4, eles pretendiam um lançamento no início de 2016 para garantir a qualidade da reinicialização. A reinicialização foi lançada em janeiro de 2016 para o PlayStation 4 com a versão do PlayStation 3 lançada em 5 de abril.

## Músicas
O jogo vem com mais de 30 músicas, incluindo 15 músicas compostas pela Harmonix no "álbum conceitual" do jogo, usado para o modo de campanha do jogo..
| Título da música                       | Artista                                              | Região do cérebro    | Faixa original/remix criada para Amplitude? |
| -------------------------------------- | ---------------------------------------------------- | -------------------- | ------------------------------------------- |
| "01 Perfect Brain"                     | Harmonix Music Systems                               | 1. Prefrontal Cortex | Sim                                         |
| "02 Wetware"                           | Harmonix Music Systems                               | 1. Prefrontal Cortex | Sim                                         |
| "03 Dreamer"                           | Harmonix Music Systems                               | 1. Prefrontal Cortex | Sim                                         |
| "04 Recession"                         | Jeff Allen featuring Noelle LeBlanc & Naoko Takamoto | 1. Prefrontal Cortex | Sim                                         |
| "05 Break For Me"                      | James Landino featuring Noelle LeBlanc               | 1. Prefrontal Cortex | Sim                                         |
| "06 Decode Me"                         | inter:sect featuring Noelle LeBlanc & Naoko Takamoto | 2. Temporal Lobe     | Sim                                         |
| "07 I.C.U."                            | Harmonix Music Systems                               | 2. Temporal Lobe     | Sim                                         |
| "08 Human Love"                        | Harmonix Music Systems                               | 2. Temporal Lobe     | Sim                                         |
| "09 Astrosight"                        | inter:sect featuring Noelle LeBlanc & Naoko Takamoto | 2. Temporal Lobe     | Sim                                         |
| "10 Magpie"                            | Harmonix Music Systems                               | 2. Temporal Lobe     | Sim                                         |
| "11 Supraspatial"                      | Jeff Allen featuring Naoko Takamoto                  | 3. Limbic System     | Sim                                         |
| "12 Digital Paralysis"                 | Harmonix Music Systems                               | 3. Limbic System     | Sim                                         |
| "13 Energize"                          | Harmonix Music Systems                               | 3. Limbic System     | Sim                                         |
| "14 Dalatecht"                         | Harmonix Music Systems                               | 3. Limbic System     | Sim                                         |
| "15 Wayfarer"                          | Harmonix Music Systems                               | 3. Limbic System     | Sim                                         |
| "All The Time"                         | C418                                                 | Quickplay            | Sim                                         |
| "Assault on Psychofortress"            | Single White Infidel                                 | Quickplay            | Não                                         |
| "Concept"                              | Symbion Project                                      | Quickplay            | Não                                         |
| "Crazy Ride"                           | Insomniac Games                                      | Quickplay            | Não                                         |
| "Crypteque (1-2)"                      | Danny Baranowsky                                     | Quickplay            | Não                                         |
| "Crystal"                              | George & Jonathan                                    | Quickplay            | Shortened                                   |
| "Do Not Retreat" †                     | Komputer Kontroller                                  | Quickplay            | Não                                         |
| "Entomophobia"                         | M-Cue                                                | Quickplay            | Remix                                       |
| "Force Quit"                           | Jim Guthrie                                          | Quickplay            | Sim                                         |
| "Impossible"                           | Darren Korb                                          | Quickplay            | Não                                         |
| "Lights"                               | Wolfgun                                              | Quickplay            | Shortened                                   |
| "Muze (Amplitude Remix)"               | Ingrid Lukas, Remix by Patrik Zosso and Nik Bärtsch  | Quickplay            | Remix                                       |
| "Phantoms"                             | Freezepop                                            | Quickplay            | Não                                         |
| "Red Giant"                            | Kodomo                                               | Quickplay            | Shortened                                   |
| "Synthesized (Inside Your Mind Remix)" | Symbion Project                                      | Quickplay            | Remix                                       |
| "Unfinished Business"                  | Shiohito Taki & Junichi Kamiunten                    | Quickplay            | Shortened                                   |

† Nível de bônus do Kickstarter exclusivo

## Recepção
A versão PS4 recebeu críticas "medianas", um ponto a menos de ser "geralmente favorável", de acordo com Metacritic.
The Digital Fix deu uma pontuação de oito em dez, chamando-o de "um álbum conceitual único que desafia sua mente e sua destreza". Slant Magazine da mesma forma, deu quatro estrelas de cinco, dizendo que foi "tão obviamente um trabalho de amor que é difícil criticá-lo, especialmente considerando todas as maneiras pelas quais a Harmonix abordou as preocupações dos fãs que os financiaram no Kickstarter".
No entanto, The Escapist deu três estrelas e meia em cinco: "Embora um pouco mais de poder estelar na trilha sonora teria percorrido um longo caminho, e a maneira como a Harmonix aumenta artificialmente a duração do jogo com sua música  os requisitos de desbloqueio são ridículos, Amplitude continua sendo uma mistura emocionante de ação rítmica e música eletrônica que se sai bem com seus predecessores". 411Mania deu uma pontuação de sete em dez: "No geral, Harmonix fez um ótimo trabalho capturando o corpo de Amplitude novamente. A jogabilidade é boa e fácil de aprender, mesmo que você não jogue há anos. No entanto,  a alma do jogo, a trilha sonora, pode fazer com que os jogadores procurem em outro lugar sua correção de jogo musical". National Post deu seis em dez, dizendo que estava "destinado para a maioria das pessoas se tornar um pouco fora do registro de sua banda favorita. Você girou algumas vezes no dia em que comprou e realmente tentou amá-lo. Mas agora  ele apenas fica lá, raramente tocado, um lembrete de que mesmo aqueles que você mais admira são capazes de cometer erros". The Daily Telegraph da mesma forma, deu-lhe três estrelas em cinco, dizendo que o jogo "tem um coração e uma alma palpitantes, um núcleo atemporal de jogabilidade que espero que a Harmonix tenha a oportunidade de desenvolver. Uma dança eufórica dos dedos em um espaço abstrato efervescente".